# Schönfels (Adelsgeschlecht)

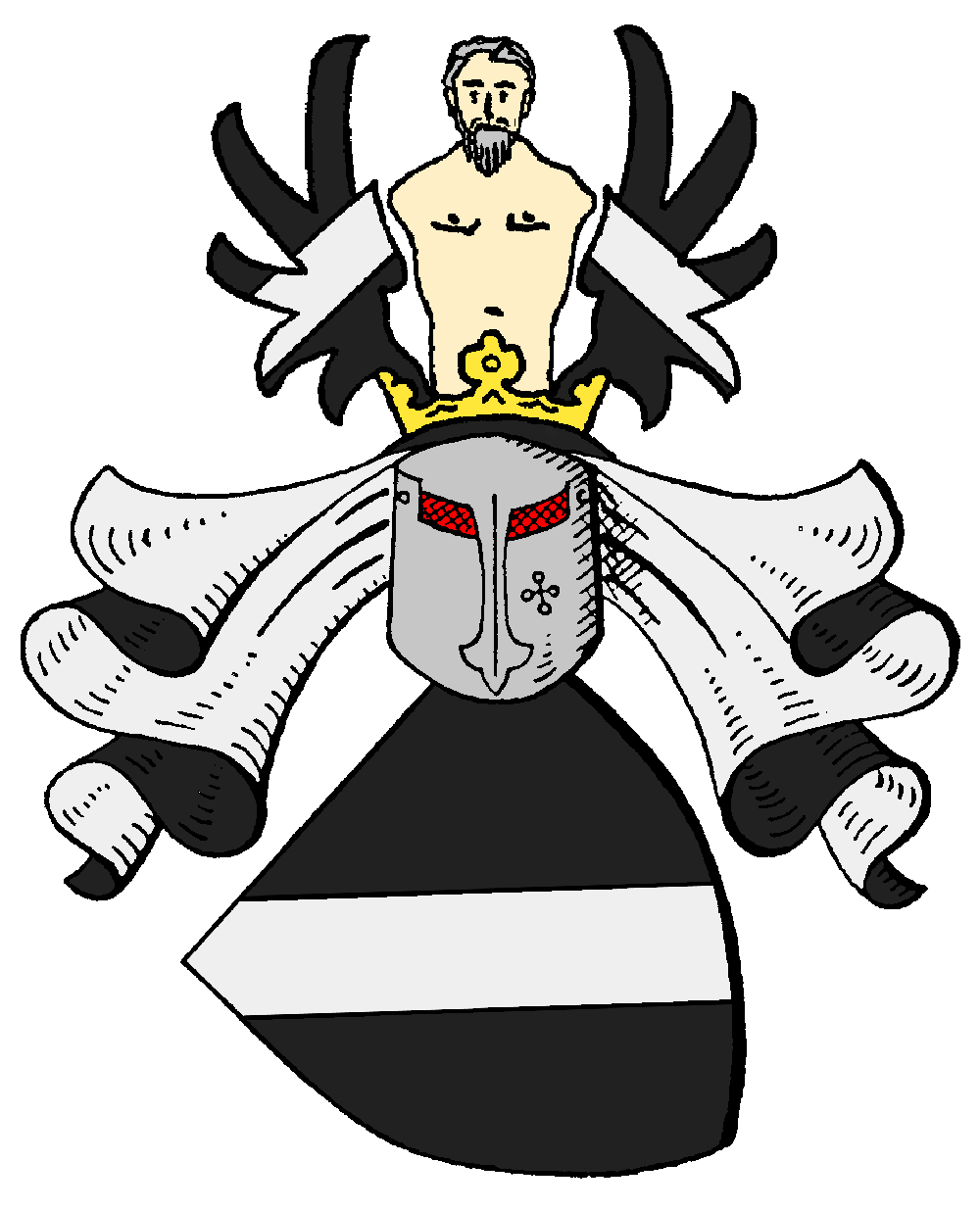
Wappen derer von Schönfels

Schönfels ist der Name eines aus der Markgrafschaft Meißen stammenden Uradelsgeschlechts, dessen Stammhaus mit der gleichnamigen Burg Schönfels (bei Zwickau) und dem Ort Schönfels im Jahr 1225 erstmals urkundlich genannt wird.

## Geschichte

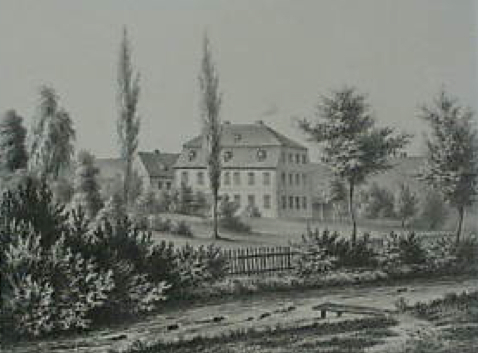
Das Rittergut in Ruppertsgrün war seit 1326 in Familienbesitz

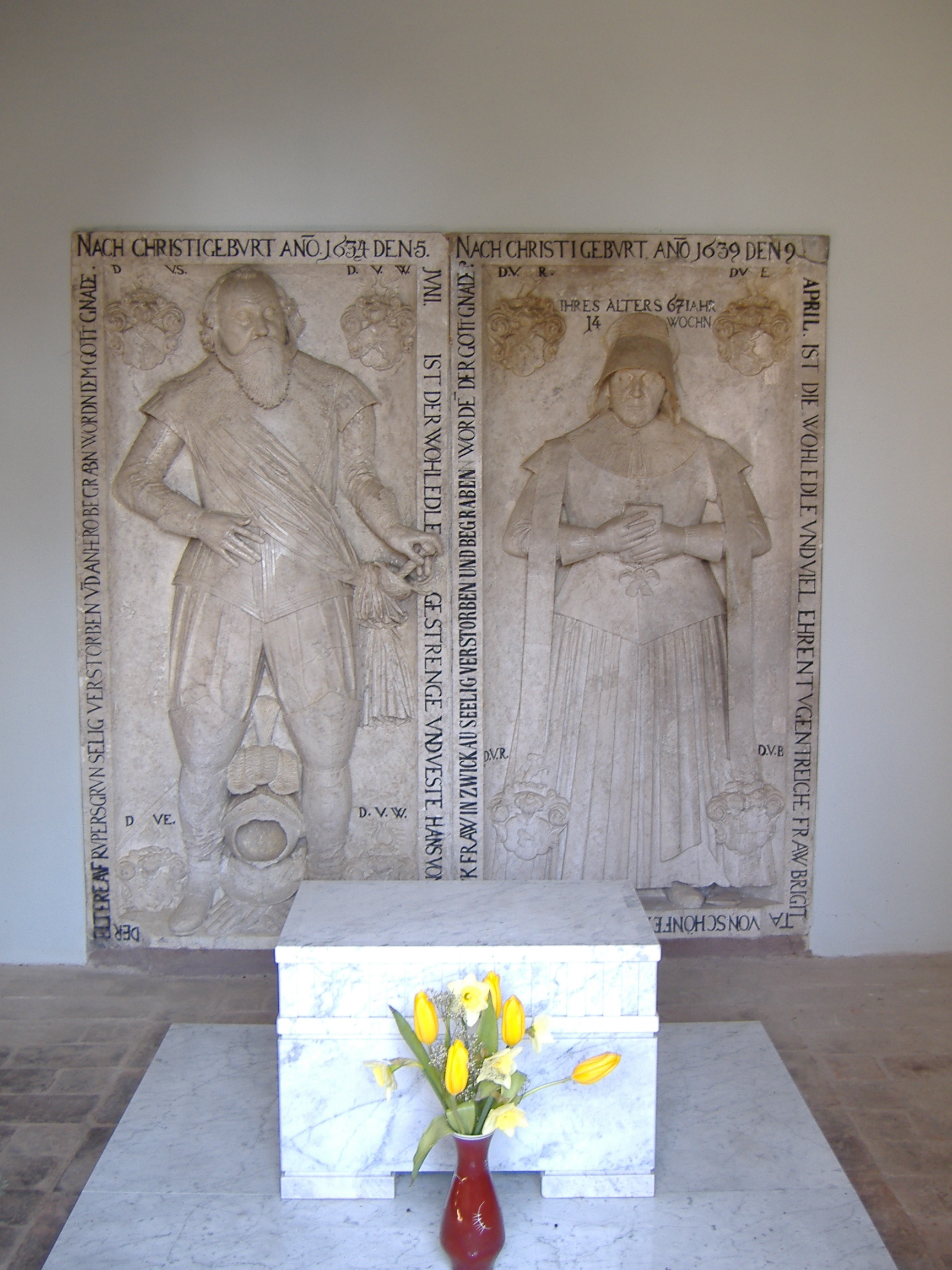
Grabstätte der Familie von Schönfels auf dem Ortsfriedhof von Ruppertsgrün

Zur Verteidigung der Burg Schönfels wurden zum Schutz Burgmänner eingesetzt. Daher stammt der Ursprung des Namens. 
Das Geschlecht erscheint erstmals urkundlich am 12. März 1312 mit Johann von Schonfels, Probst im Bergerkloster zu Altenburg. Am 11. Dezember 1323 wird ein Joan de Schoninvels als Zeuge genannt, der am 24. August 1326 mit seinem Bruder Wittchen bei der Beleihung eines Bergwerks in einem Dokument erwähnt wird. Am 11. Mai 1398 beginnt die Stammreihe mit Hans von Schoninvels als Herr der Rittergüter von Ruppertsgrün und Beiersdorf. Mit diesen wird er 1412 mit dem Burglehn zu Schönfels angegeben. Bereits 1416 soll Hans von Schoninvels mit seinem Sohn die Kirche von Beiersdorf erbaut haben und 1428 gab es einen Kirchenlehen in Beiersdorf durch Burggraf Albrecht von Leisnig. Siegmund von Schönfels war um 1450 Hauptmann der Herrschaft Hoyerswerda im Markgraftum Oberlausitz.
1458 kaufte Kunz von Schönfels mit seinen Brüdern Arnold und Siegmund das Schloss Schlettau. Am 30. Januar 1465 erfolgte durch Kurfürst Ernst und Herzog Albrecht der Burglehn zu Siegmund und Arnold von Schönfels auf das Dorf Ruppertsgrün, das Vorwerk Beiersdorf, das Dorf Bennewitz und andere Besitztümer. 1505 wurde die Schlosskapelle zu Ruppertsgrün durch Siegmund von Schönfels und Bischof Johannes von Naumburg eingeweiht. 1513 begann Heinrich von Schönfels mit dem Bau der Ruppertsgrüner Kirche. 1539 wird Joachim von Schönfels (Sohn von Heinrich von Schönfels) mit Agnes von Wolframsdorf aus Neumark verheiratet. 
Am 27. November 1590 heiratet Hans von Schönfels († 1634 in Ruppertsgrün) die Adelige Brigitte von Rechenbergk († 1639 in Zwickau). Hans von Schönfels diente im Dreißigjährigen Krieg als kursächsischer Oberst und Wilhelm von Schönfels als kursächsischer Oberstleutnant.
1591 verkaufte die Familie ihr Burglehn für Schönfels an die Familie von Weißenbach. 1594 wurde zwischen den Brüdern Hans und Caspar von Schönfels ein Vertrag geschlossen, in dem Hans von Schönfels Ruppertsgrün und Beiersdorf erhalten sollte und Caspar das Vorwerk von Steinpleis mit dem sich dort befindlichen Rittergut. 1672 verzweigte sich die Linie von Schönfels bis nach Reuth. Am 24. Mai 1724 brannten sämtliche Wirtschaftsgebäude des Rittergutes Ruppertsgrün ab und am 8. September 1727 übernahm Georg Heinrich von Schönfels Ruppertsgrün und Beiersdorf in alleinigen Besitz und überließ seinem Bruder Hans Karl Friedrich von Schönfels Reuth. Im Jahr 1756 übernahm Carl Heinrich von Schönfels von seinem Vater Ruppertsgrün und Beiersdorf und später sein Sohn Eduard Heinrich von Schönfels. 1855 und 1856 kaufte Eduard Heinrich von Schönfels zwei Spinnereien des Fabrikanten Hofmann in Ruppertsgrün, stattete sie mit einer Dampfmaschine aus und verpachtete sie. Bekannt aus der Linie von Schönfels ist auch Friedrich Ernst von Schönfels, der Mitglied im sächsischen Landtag war.

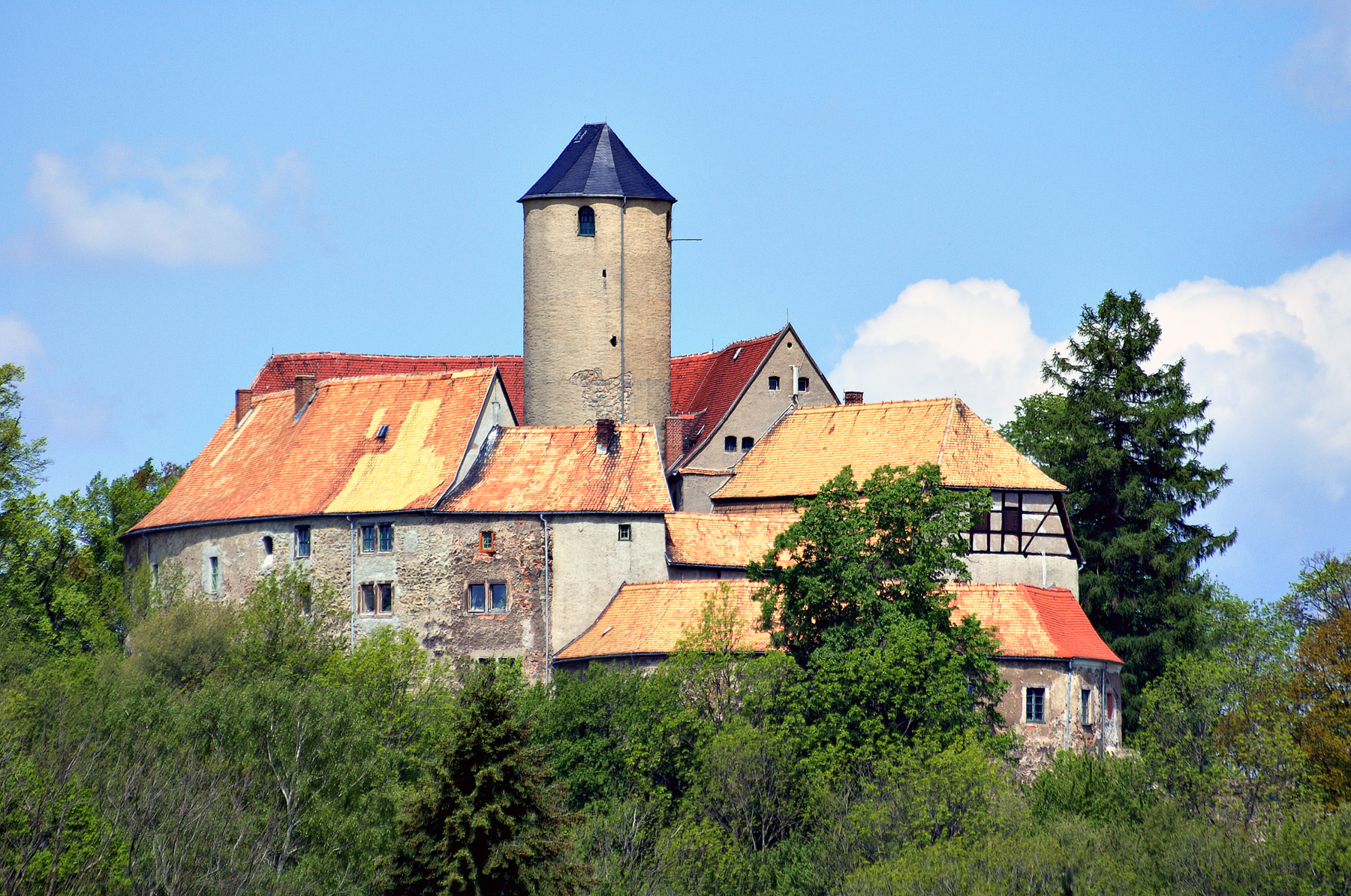
Burg Schönfels
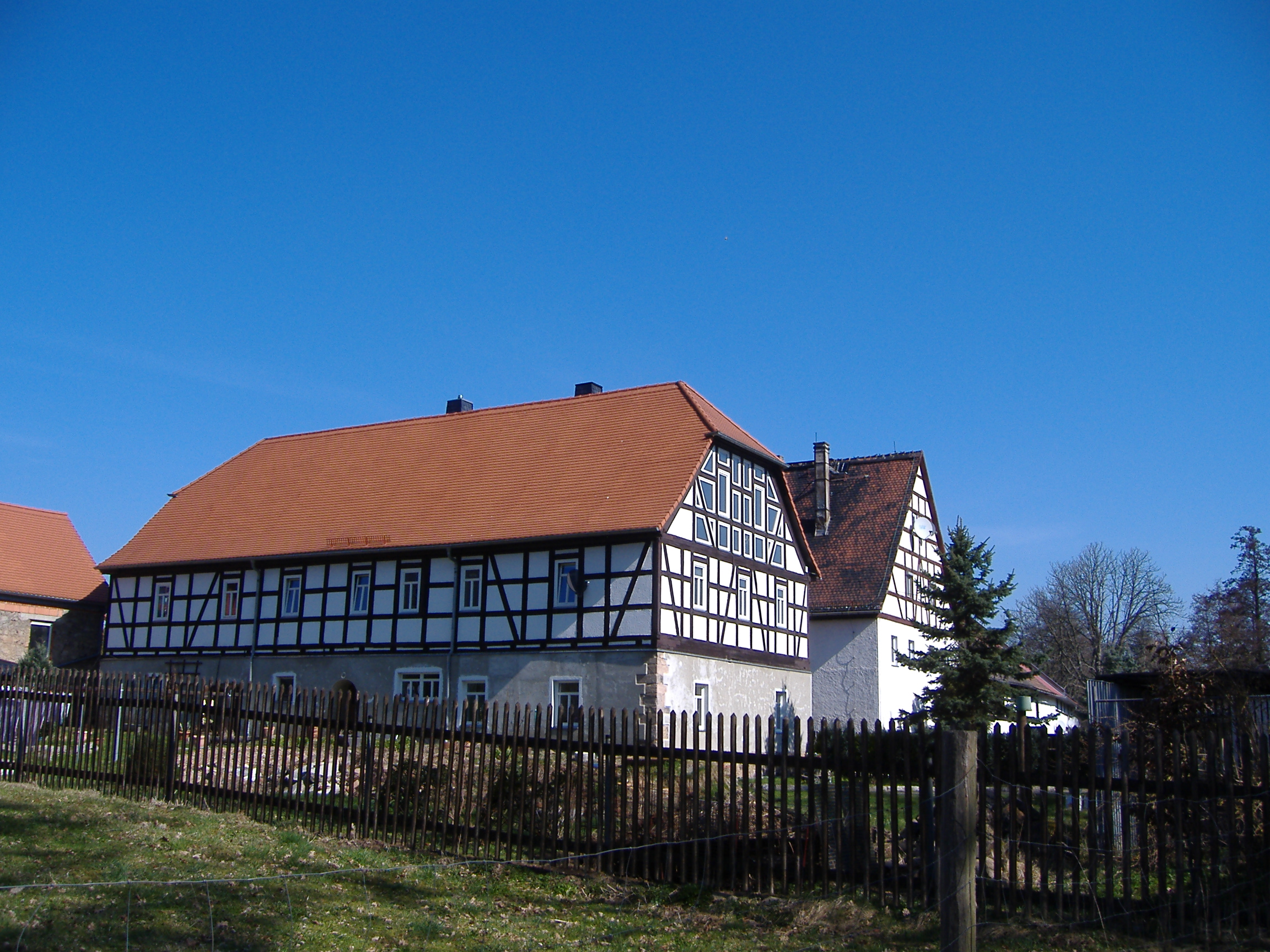
Gut Ruppertsgrün
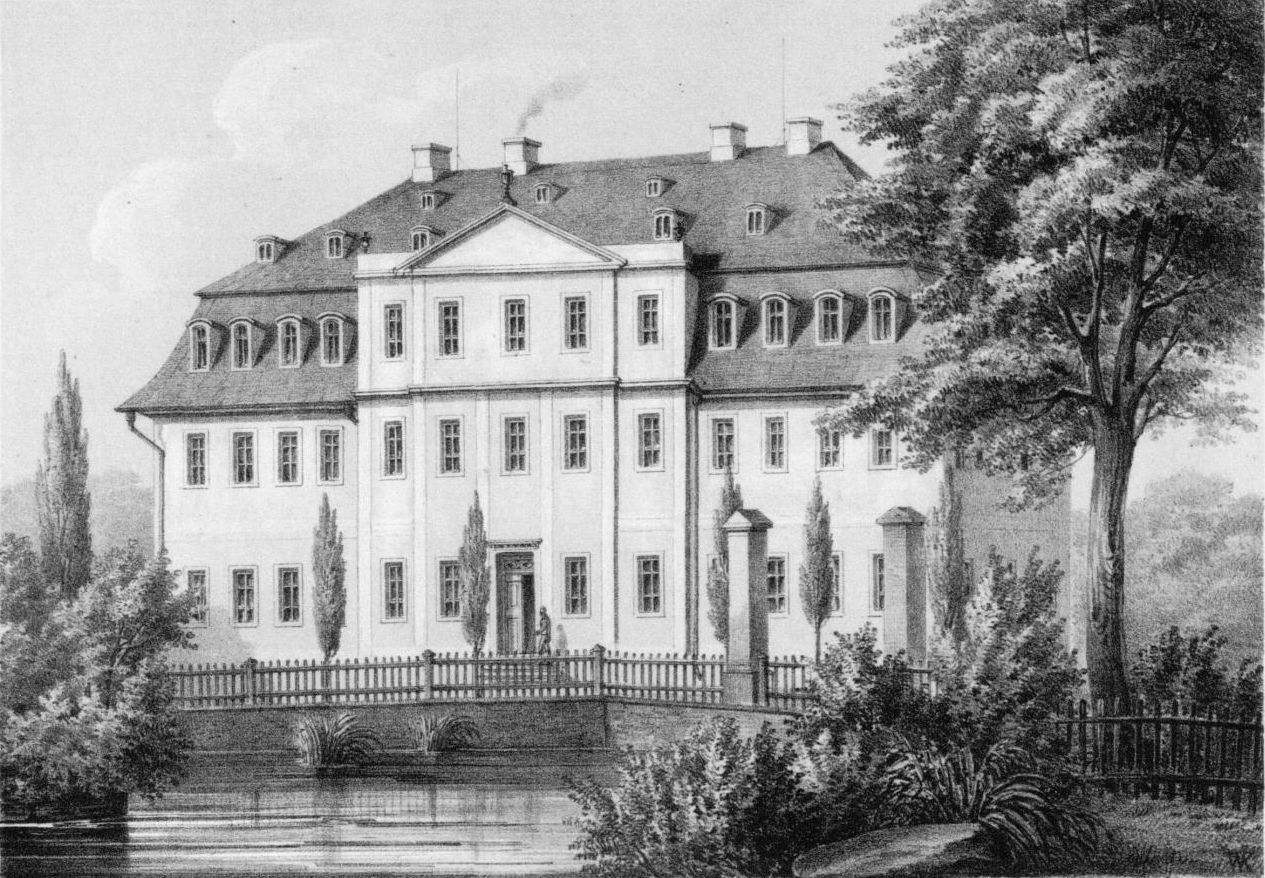
Gut Reuth

### Wappen
Das Wappen zeigt in Schwarz einen silbernen Schrägrechtsbalken (auch in Silber und Schwarz dreimal schrägrechts geteilt). Auf dem Helm mit schwarz-silbernen Decken ein wachsender Mannesrumpf nackt oder in wie der Schild bezeichneter Kleidung mit silber gestulptem schwarzen Hut zwischen offenem, je mit einem silbernen Schrägbalken belegten schwarzen Flug.

## Namensträger
- Wilhelm von Schönfels (bekannt durch den Altenburger Prinzenraub mit Kunz von Kauffungen von 1455)
- Carl Heinrich August von Schönfels
- Friedrich Ernst von Schönfels